# Kōji Kondō
Pour le footballeur, voir Kōji Kondō (football).
Pour les articles homonymes, voir Kondō.
Kōji Kondō (近藤浩治, Kondō Kōji), né le 13 août 1961 à Nagoya, est un compositeur et musicien japonais qui a essentiellement travaillé pour le compte de Nintendo. Il a composé les musiques originales de la plupart des jeux marquants de la société de Kyoto dont les bandes originales des séries Super Mario et The Legend of Zelda. Il est l'un des premiers compositeurs de musique de jeux vidéo et considéré comme un artiste majeur du genre.

## Biographie
Kōji Kondō s'intéresse à la musique dès l'âge de 5 ans. Il étudie l'orgue électrique comme premier instrument. Durant l'école secondaire, il est très intéressé par les jeux vidéo comme Pong, un jeu cependant sans musique. Plus tard à l'université, il joue à des jeux d'arcades incorporant plus de musique. Il étudie dans le département de planification d'art à l'université d'art d'Osaka. Lors de sa dernière année, Nintendo affiche une possibilité de carrière pour le département de son. C'est un ami qui lui présente l'offre d'emploi ; il décide de postuler et obtient le travail en 1984 sans envoyer de démo.
Kōji Kondō est la première personne embauchée à temps plein par Nintendo pour travailler spécifiquement sur le son des jeux. Il commence à travailler avec Hirokazu Tanaka et Yukio Kaneoka. Il apprend avec eux comment programmer des effets sonores et la base de l'ingénierie du son. Il découvre la conception sonore de jeux d'arcade.
Il rejoint ensuite l'équipe de développement Nintendo EAD. On lui assigne comme travail de composer et créer les effets sonores pour les jeux de la Famicom. Kōji Kondō écrit alors un manuel expliquant comment programmer la musique populaire japonaise à travers le périphérique Famicom BASIC. La carte son de la Famicom limitait beaucoup la composition. En effet, elle ne comprenait que trois canaux audio. Plus tard un système de disque fut ajouté à la console et ajouta un canal audio supplémentaire. Cet ajout permit l'implémentation de nouveaux effets sonores et rendit la musique plus expressive.
En 1985, Nintendo commercialise la Famicom hors Japon sous le nom de Nintendo Entertainment System. À la suite du crash de l'Atari, Nintendo monopolise le marché en vendant un total de 60 millions de consoles, battant tous les records de ventes précédents, notamment grâce à The Legend of Zelda, et l'un des jeux vidéo les plus vendus de tous les temps : Super Mario Bros. C'est Kōji Kondō qui écrit la partition complète de Super Mario Bros. et compose quatre thèmes pour The Legend of Zelda. Les musiques accompagnant le succès de la console deviennent certaines des mélodies les plus connues de l'industrie du jeu vidéo. La musique de ces jeux a grandement influencé la musique du jeu vidéo, et Kōji Kondō composera les arrangements de la musique dans la plupart des jeux suivants de ces deux franchises.
La nature de son travail lui permet de se rapprocher de Shigeru Miyamoto, designer des séries Super Mario et The Legend of Zelda et à la tête de Nintendo EAD.
En 1990, Nintendo sort une nouvelle console, la Super Nintendo Entertainement System. Kōji Kondō écrit alors la partition du premier titre publié, Super Mario World. La musique de ce titre est en grande partie formée par divers arrangements de la même mélodie.
Kōji Kondō continue de travailler sur de nouveaux jeux pour cette console, poussant les limites technologiques de la console. C'est également à ce moment qu'il commence un travail plus distant de la musique. N'étant plus le seul musicien chez Nintendo EAD, Kōji Kondō prend le rôle de superviseur des projets. Soyo Oka et Hajime Harisawa sont choisis pour composer les autres titres sur la nouvelle console.
En 1996, Kōji Kondō écrit encore la partition du premier titre publié de la nouvelle console de Nintendo, Super Mario 64, sorti sur Nintendo 64.
Il travaille également avec Hajime Wakai pour composer ensemble la trame sonore de Star Fox 64.
En 1998, le jeu The Legend of Zelda: Ocarina of Time est publié et contient son travail solo le plus ambitieux jusqu'alors. La bande son du jeu est en elle-même un élément de l'histoire et de la jouabilité. La suite du jeu, The Legend of Zelda: Majora's Mask, est vue comme son œuvre la plus sombre.
Par la suite, le travail de Kōji Kondō sera plus axé sur la supervision de l'équipe sonore, le nombre d'employés de ce secteur n'ayant cessé de croître avec les années. Son équipe est toujours responsable des jeux de la série Super Mario et The Legend of Zelda, cependant le travail de Kōji Kondō est différent. Il compose des prototypes de pièces orchestrales qui serviront de guide pour l'équipe sonore et ne compose maintenant que quelques pièces par jeu.

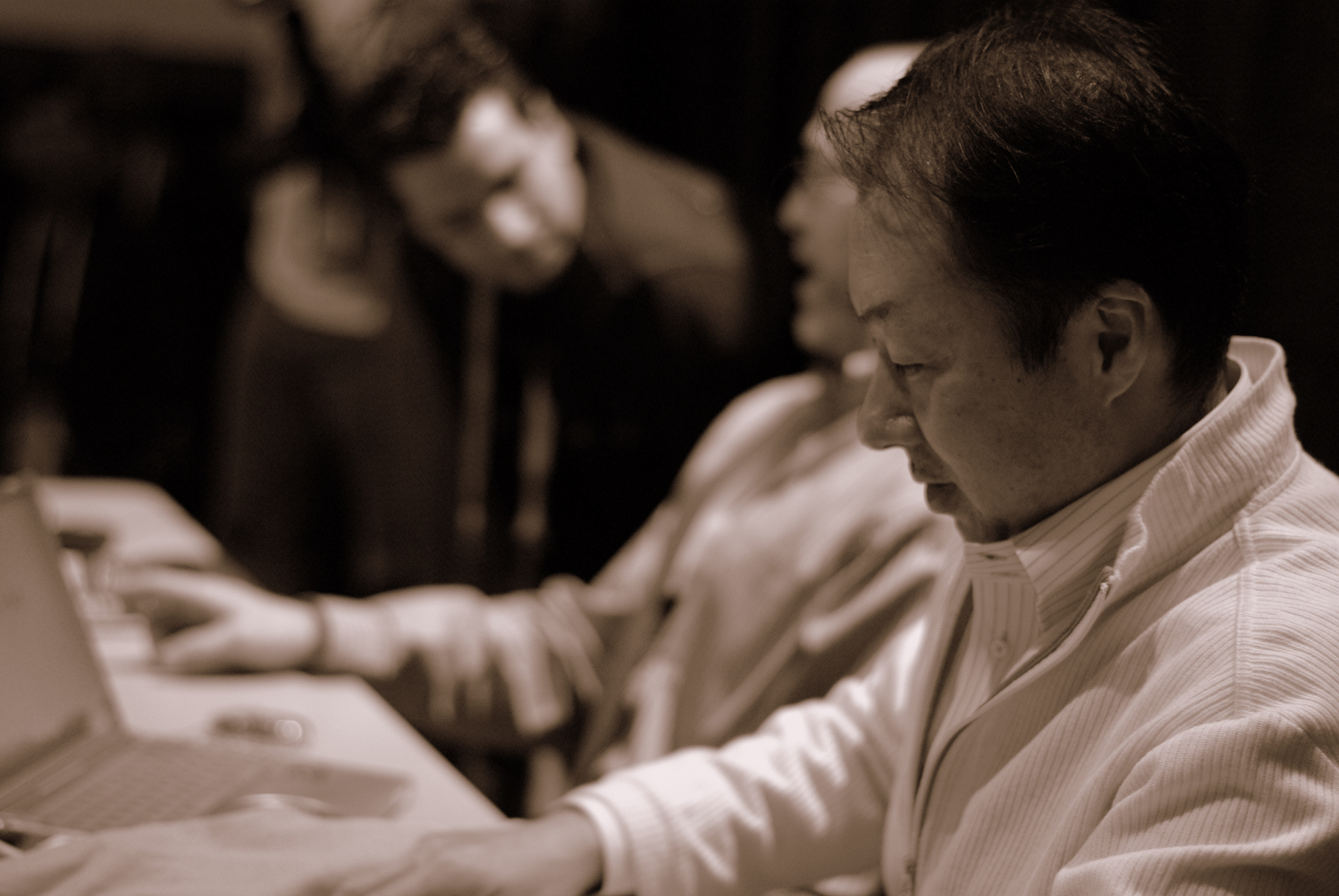
Kōji Kondō à la Game Developers Conference en 2007.

Il a annoncé qu'il composait de nouveaux morceaux pour la sortie du jeu Super Mario Maker célébrant le 30e anniversaire de Super Mario Bros..

## Création musicale
Kōji Kondō explique lors de multiples entrevues comment il a procédé pour écrire la musique de Super Mario Bros. Le premier morceau écrit était le thème pour les niveaux sous l'eau. Pour le thème principal, il explique qu'il a commencé par écrire un morceau qui reflétait le grand air, cependant la musique ne s'agençait guère au jeu. Il l'a retravaillé pour que la musique corresponde à l'expérience de jeu : Mario bondissant à travers les niveaux, ne s'attendant pas à ce que le morceau soit si grandement apprécié,.

## Influences musicales
Kōji Kondō dit avoir été inspiré par la musique qu'il écoutait étant enfant comme la musique pop, latine ou le jazz mais également le classique comme les concertos pour piano de Rachmaninoff. Il aime les chansons avec de belles mélodies, parce qu'elles laissent selon lui une impression plus profonde et l'aident à avoir de l'inspiration.

## Musiques de jeux vidéo composées
- Devil World (avec Akito Nakatsuka) (1984)
- Golf (1985)
- Wrecking Crew (1985)
- Super Mario Bros. (1985)
- Nazo no Murasamejou (The Mysterious Murasame Castle) (1986)
- Super Mario Bros.: The Lost Levels (1986)
- The Legend of Zelda (1986, 1987)
- Shin Onigashima (1987)
- Super Mario Bros. 2 (1988)
- Ice Hockey (1988)
- Super Mario Bros. 3 (1989)
- Pilotwings (1990)
- Super Mario World (1991)
- The Legend of Zelda: A Link to the Past (1991)
- Star Wing (effets sonores) (1993)
- Super Mario World 2: Yoshi's Island (1995)
- Super Mario 64 (1996)
- Lylat Wars (avec Hajime Wakai) (1997)
- The Legend of Zelda: Ocarina of Time (1998)
- The Legend of Zelda: Majora's Mask (avec Tōru Minegishi) (2000)
- Super Mario Sunshine (avec Shinobu Tanaka) (2002)
- The Legend of Zelda: The Wind Waker (avec Kenta Nagata, Hajime Wakai, et Tōru Minegishi) (2003)
- The Legend of Zelda: Four Swords Adventures (avec Asuka Ohta) (2004)
- The Legend of Zelda: Twilight Princess (avec Tōru Minegishi et Asuka Ohta) (2006)
- New Super Mario Bros. (avec Asuka Ohta et Hajime Wakai) (2006)
- Super Mario Galaxy (avec Mahito Yokota) (2007)
- Super Smash Bros. Brawl (arrangement de "Ground Theme - Super Mario Bros.") (2008)
- The Legend of Zelda: Spirit Tracks (avec Tōru Minegishi, Manaka Tominaga, et Asuka Ohta) (2009)
- Super Mario Galaxy 2 (avec Mahito Yokota et Ryo Nagamatsu) (2010)
- The Legend of Zelda: Skyward Sword (avec Hajime Wakai, Shiho Fujii, Mahito Yokota, et Takeshi Hama) (2011)
- Super Mario 3D World (avec Mahito Yokota, Tōru Minegishi, et Yasuaki Iwata) (2013)
- Super Smash Bros. for Wii U (arrangement de "Super Mario Bros. Medley") (2014)
- Super Mario Maker (avec Naoto Kubo et Asuka Hayazaki) (2015)
- Super Mario Odyssey (avec Naoto Kubo et Shiho Fujii) (2017)
- Super Smash Bros. Ultimate (arrangement de "King Bowser - Super Mario Bros. 3") (2018)
- Super Mario Maker 2 (avec Atsuko Asahi, Tōru Minegishi et Sayako Doi) (2019)
- Super Mario Bros. Wonder (avec Shiho Fujii, Sayako Doi et Chisaki Shimazu) (2023)